# Patrick Cehlin
Patrick Cehlin (* 27. Juli 1991 in Stockholm) ist ein schwedischer Eishockeyspieler, der seit April 2017 bei Luleå HF in der Svenska Hockeyligan unter Vertrag steht.

## Karriere
Patrick Cehlin begann seine Karriere als Eishockeyspieler in seiner Heimatstadt in der Nachwuchsabteilung des Djurgårdens IF, mit dessen U18-Junioren er in der Saison 2007/08 die U18-Allsvenskan gewann. In der Saison 2008/09 gab der Flügelspieler sein Debüt für die Profimannschaft von Djurgården in der Elitserien. Dabei blieb er in zwei Spielen punkt- und straflos. In der Saison 2009/10 konnte er sich einen Stammplatz in der Profimannschaft erkämpfen und trug zur Vizemeisterschaft seines Teams mit 13 Scorerpunkten, davon fünf Tore, in insgesamt 70 Spielen bei. 
Anschließend wurde der schwedische Junioren-Nationalspieler im NHL Entry Draft 2010 in der fünften Runde als insgesamt 126. Spieler von der National-Hockey-League-Organisation der Nashville Predators ausgewählt, bei denen er im Juni 2012 einen Einstiegsvertrag erhielt. In den folgenden drei Jahren kam er jedoch ausschließlich beim Farmteam Milwaukee Admirals in der American Hockey League zum Einsatz und bestritt sogar einige Spiele in der East Coast Hockey League für die Cincinnati Cyclones. Ohne ein Spiel in der NHL absolviert zu haben, kehrte Cehlin im Januar 2015 nach Schweden zurück und wurde zunächst bis zum Ende der Saison 2014/15 an Leksands IF in die Svenska Hockeyligan ausgeliehen. Im Mai 2015 wechselte der Angreifer innerhalb der Liga zum Rögle BK. 

### International
Für Schweden nahm Cehlin im Juniorenbereich an der U18-Junioren-Weltmeisterschaft 2009 sowie der U20-Junioren-Weltmeisterschaft 2011 teil.

## Erfolge und Auszeichnungen
- 2008 Meister U18-Junioren-Allsvenskan mit Djurgårdens IF
- 2010 Schwedischer Vizemeister mit Djurgårdens IF

## Elitserien-Statistik
(Stand: Ende der Saison 2010/11)